# Organisation (группа)
Organisation (полное название: Organisation zur Verwirklichung gemeinsamer Musikkonzepte) — западногерманский экспериментальный музыкальный коллектив в жанре краут-рока. Квинтет, предшествовавший группе Kraftwerk. В нём играли двое основных участников Kraftwerk — Ральф Хюттер и Флориан Шнайдер-Эслебен. Группа просуществовала несколько лет, и за время своего существования успела выпустить один альбом («Tone Float», 1970) и появиться на телевидении.
Немецкий телеканал WDR снял живое исполнение композиции «Ruckzuck» во время концертного выступления Organisation 25 апреля 1970 года в городе Эссен. Эта композиция позже вошла в первый одноимённый альбом Kraftwerk.
Альбом «Tone Float» вышел только в Великобритании летом 1970 года. Его сопродюсером и звукоинженером стал Конрад (Конни) Планк, будущий звукоинженер и продюсер Kraftwerk. Альбом не имел большого успеха, и группа распалась тогда же, в 1970 году, после чего Хюттер и Шнайдер-Эслебен создали Kraftwerk.
Хаммоуди был также участником группы Ibliss, в которой также играл ранний ударник Kraftwerk Андреас Хоманн (Andreas Hohmann).
Название группы примечательно тем, что произносится организацион в немецкой или организэйшн в английской транскрипции, что означает как «организация».

## Состав
- Ральф Хюттер — орган хаммонд
- Флориан Шнайдер-Эслебен — флейты, колокол, треугольник, бубен, электроскрипка, перкуссия
- Базиль Хаммуди (Бэйзил Хаммоуди/Basil Hammoudi) — колокольчики, conga gong, шарманка, бонго, перкуссия, голос
- Бутч Хауф (Butch Hauf) — бас-гитара, перкуссия
- Альфред Мёникс (Alfred Mönicks, оне же Fred Monicks) — ударные, бонго, маракасы, бубен, перкуссия.

С Organisation сотрудничал звукоинженер Конрад (Конни) Планк.

## Дискография
- 1970 Tone Float